# Курдюм (река)
Курдю́м — река в Саратовской области России, протекает по Татищевскому и Саратовскому районам. Приток Волги. Устье реки находится в 993 км по правому берегу Волгоградского водохранилища. Часть течения реки проходит по северо-восточной окраине Саратова. Длина реки составляет 53 км, площадь бассейна — 980 км².
На берегу реки населённые пункты: Расловка 1-я, Новая Липовка, Клещёвка, Сторожевка.

## Притоки
- 20 км: Елшанка (пр)
- 21 км: Старый Курдюм (лв)
- 43 км: Ильиновка (лв)

## Данные водного реестра
По данным государственного водного реестра России относится к Нижневолжскому бассейновому округу, водохозяйственный участок реки — Волга от Саратовского гидроузла до Волгоградского гидроузла, без рек Большой Иргиз, Большой Караман, Терешка, Еруслан, Торгун. Речной бассейн реки — Волга от верхнего Куйбышевского водохранилища до впадения в Каспий.
Код объекта в государственном водном реестре — 11010002212112100010909.